# La Prose du Transsibérien et de la petite Jehanne de France
Cet article concerne le poème. Pour le tableau, voir La Prose du Transsibérien et de la petite Jehanne de France (peinture). Pour le livre d'artistes, voir La Prose du Transsibérien et de la petite Jehanne de France (livre).
La Prose du Transsibérien et de la petite Jehanne de France est un poème écrit durant les premiers mois de 1913 par Blaise Cendrars, qui a ensuite été illustré, mis en forme par l'artiste Sonia Delaunay et publié aux éditions Les Hommes nouveaux à la fin de l'année 1913. Cet ouvrage se veut le premier livre simultané. Dans l'édition originale le poème est placé sous deux titres : La Prose du Transsibérien et de la petite Jehanne de France et Prose du Transsibérien et de la petite Jeanne de France. À partir de 1919, toutes les éditions reprennent ce second titre en remplaçant « Jehanne » par « Jeanne ».

## Genèse du texte
La Prose du Transsibérien relate le voyage d’un jeune homme, Blaise Cendrars lui-même, dans le Transsibérien allant de Moscou à Kharbine (Harbin) en compagnie de Jehanne, « Jeanne Jeannette Ninette  » qui au fil des vers et du trajet se révèle être une fille de joie. La Prose du Transsibérien fait partie d’une série de textes que Cendrars écrit à la même époque concernant la thématique du voyage et la rêverie poétique qui l’entoure. Ces poèmes sont le fruit de plusieurs années de voyages entre Paris, Moscou, et New York de 1905 à 1912. Ils composent le début du recueil Du monde entier au cœur du monde. La Prose du Transsibérien est le poème intermédiaire entre Les Pâques à New York écrit en avril 1912 et Le Panama ou les Aventures de mes sept oncles fini en juin 1914, mais dont la publication est retardée jusqu’en 1918. Ces trois poèmes forment un ensemble, autant par la thématique du voyage que par leur période d’écriture (c'est-à-dire avant la Première Guerre mondiale) qui marque l'entrée de Cendrars en poésie,  Les Pâques à New York étant le premier poème signé du pseudonyme « Blaise Cendrars ».

## LaProse du Transsibérienet la poétique de Cendrars
La Prose du Transsibérien est présentée comme le récit d’un jeune narrateur (Frédéric-Louis, plus connu sous le nom de Blaise Cendrars) de seize ans, un poète, qui fait le voyage de Moscou à Kharbine en compagnie de Jehanne, égrenant au fur et à mesure les noms des gares de Russie qu’ils traversent. L’ensemble du poème est nourri de références propres à l’histoire de Cendrars qui transforment la Prose du transsibérien en une mythologie personnelle. Le jeune poète porte par exemple avec lui un revolver, rappel probable de son premier voyage en 1905 dans les pays de l’est en compagnie de Rogovine avec qui il devait se former au métier de joaillier, mais voyage qui va le plonger dans les prémices de la révolution russe :

« Or, un vendredi matin, ce fut enfin mon tour / On était en décembre / Et je partis moi aussi pour accompagner le voyageur / en bijouterie qui se rendait à Kharbine / Nous avions deux coupés dans l'express et trente quatre coffres / de joaillerie de Pforzheim / De la camelote allemande « Made in Germany »/ Il m'avait habillé de neuf, et en montant dans le train / j'avais perdu un bouton / Je m'en souviens, je m'en souviens, j'y ai souvent pensé depuis / Je couchais sur les coffres et j'étais tout heureux de pouvoir jouer / avec le browning nickelé qu'il m'avait aussi donné »

La Prose du Transsibérien se déroule selon le mode d’une ballade. Nostalgie d’une époque de jeunesse, la répétition de « En ce temps-là j'étais en mon adolescence / J'avais à peine seize ans et je ne me souvenais / Déjà plus de mon enfance […] J’étais à Moscou » se transforme en un refrain puis en énumération des gares de Russie et en réminiscence des aléas de la vie du jeune homme entre l’évènement historique qu’est la révolution russe, et son amour pour la jeune femme prénommée Jehanne. Le poème alterne les passages liés au voyage en lui-même et ceux dédiés à l’introspection. Le staccato du vers libre et l'alternance de vers non rimés suivent le rythme du train : « Le broun-roun-roun des roues », « D’autres [trains] vont en sourdine sont des berceuses / Et il y en a qui dans le bruit monotone des roues me rappellent la prose lourde de Maeterlinck ».  La dédicace « aux musiciens » que Cendrars a ajoutée au poème en 1919 fait écho à la mélodie qui s’élève du poème.

## Peintures de Sonia Delaunay
La peintre Sonia Delaunay réalise les illustrations qui accompagnent le texte. Il est appelé le « premier livre simultané » en référence à la fois au simultanéisme, mouvement développé par Delaunay et son mari, et à la simultanéité de sa lecture. Il est fondé sur une grande importance des couleurs plus que des formes ou du sujet. L'artiste transforme le livre classique pour en faire un ensemble de séquences qui se déplient dans la forme d'un accordéon de deux mètres de haut. Les vers de Cendrars apparaissent sur la droite tandis que les peintures de Delaunay sur la gauche. Ces dernières créent un mouvement qui peut rappeler l'avancement du Transsibérien. Le tout se replie ensuite pour rentrer dans une couverture de protection peinte à la main par Sonia Delaunay. 

## Publications
- La Prose du Transsibérien et de la petite Jehanne de France, éditions Les Hommes nouveaux, Paris, 1913. Livre d'artiste composé du poème de Blaise Cendrars et des couleurs de Sonia Delaunay.

- Cendrars, Blaise, Du monde entier (Les Pâques à New York, Prose du Transsibérien et de la petite Jeanne de France, Le Panama ou les Aventures de mes sept oncles), Éditions de la Nouvelle Revue française, 1919.
- Cendrars, Blaise, Du monde entier au cœur du monde, suivi de Anthologie nègre, Œuvres complètes, t.1, Paris, Denoël, 1963.
- Cendrars, Blaise, Poésies complètes, Paris, Denoël, coll. "Tout autour d'aujourd'hui", t. 1, 2001, édition préfacée et annotée par Claude Leroy.
- Blaise Cendrars, 'Du monde entier au cœur du monde. Poésies complètes, Paris, Poésie/Gallimard, 2006, édition établie par Claude Leroy..
- Cendrars, Blaise, Du monde entier (Les Pâques à New York, Prose du Transsibérien et de la petite Jeanne de France, Le Panama ou les Aventures de mes sept oncles),
- Cendrars, Blaise, Partir. Poèmes, romans, nouvelles, mémoires, Paris, Gallimard, coll. "Quarto", 2011, édition établie et présentée par Claude Leroy.

## Adaptation musicale
Le texte, sous son titre original, a été dit par le chanteur français Bernard Lavilliers sur une musique originale composée par Xavier Tribolet et Olivier Bodson, et figure sur un CD paru en 2013, Baron Samedi. Marc Lauras, compositeur, violoncelliste et comédien, a présenté dans un seul en scène au festival Off d'Avignon à la Maison de la poésie une version de la Prose du Transsibérien et de la petite Jehanne de France. Il y joue le texte, tout en s'accompagnant simultanément au violoncelle. Ce spectacle est toujours proposé en tournée.
En décembre 2022 parution d’un livre disque comprenant un CD et un vinyle du texte lu par Jean-Louis Trintignant (inédit enregistré en 1990), musique Jean-Louis Murat, illustration d’Enki Bilal,  les Disques du Maquis.